# 스트레인저 댄 픽션
《스트레인저 댄 픽션》(Stranger than Fiction)은 2006년에 개봉한 미국의 코미디 드라마 판타지 영화이다. 마르크 포르스터가 연출을 맡고 잭 헬름이 각본을 썼으며, 윌 페럴, 매기 질런홀, 더스틴 호프먼, 퀸 라티파, 에마 톰프슨 등이 출연하였다. 시카고에서 촬영됐으며, 획기적이고 지적인 이야기와 좋은 연기로 극찬을 받았다.

## 줄거리
별 특징 없는 IRS 직원 해럴드 크릭(윌 페럴 분)은 스스로 정한 규칙에 맞춰 엄격히 생활하고 있다. 어느 날 고의로 조세 저항을 하는 제빵사 애나 패스칼(매기 질런홀 분)의 감사를 맡으면서부터 알 수 없는 곳에서 흘러나오는 목소리가 해럴드의 일거수일투족을 전지적 시점에서 해설하며 삶을 휘젓기 시작한다.
정신과의에게 상황을 설명한 해럴드는 문학 교수에게 상담할 것을 권유 받는다. 이에 해럴드는 줄스 힐버트(더스틴 호프먼 분)에게 문의를 하고, 줄스는 해럴드가 소설 속의 인물이 아닌가 추측한다. 자신이 속한 이야기가 희극인지 비극인지 가늠하지 못하는 가운데 해럴드는 애나를 점점 좋아하게 되는데...

## 출연
- 윌 페럴 - 해럴드 크릭 역
- 매기 질런홀 - 애나 패스칼 역
- 에마 톰프슨 - 캐런 아이펄 역
- 더스틴 호프먼 - 줄스 힐버트 교수 역
- 퀸 라티파 - 페니 에셔 역
- 토니 헤일 - 데이브 역
- 톰 훌스 - 케일리 박사 역
- 린다 헌트 - 심리학자 미태그레플러 역
- 크리스틴 체노웨스 - 독서 채널 진행자 역

## 같이 보기
- 메타픽션
- 더 스탠리 패러블